# Ени махала (дем Кукуш)
Ени махала или Ени махале (на гръцки: Λειψύδριο, Липсидрио, катаревуса: Λειψύδριον, Липсидрион, до 1927 година Γενή Μαχαλέ, Йени махале) е село в Гърция, Егейска Македония, дем Кукуш, в област Централна Македония.

## География
Селото се намира на 11 километра югоизточно от град Кукуш.

## История

### В Османската империя
В „Етнография на вилаетите Адрианопол, Монастир и Салоника“, издадена в Константинопол в 1878 година и отразяваща статистиката на населението от 1873 година, Ени махала (Eni-Mahala) е посочено като село в каза Аврет хисар с 13 къщи и 40 жители мюсюлмани.
Според статистиката на Васил Кънчов („Македония. Етнография и статистика“) от 1900 година Ени махала брои 80 жители турци.

### В Гърция
След Междусъюзническата война Ени махала попада в Гърция. В 1927 година селото е прекръстено на Липсидрион. Населението му се изселва и на негово място са заселени гърци бежанци. В 1928 година Ени махала е представено като чисто бежанско село с 41 бежански семейства и 143 души.
| Име        | Име         | Ново име    | Ново име     | Описание                                                     |
| ---------- | ----------- | ----------- | ------------ | ------------------------------------------------------------ |
| Исар       | Ίσσάρ Λόφος | Харисома    | Χάρισμα      | възвишение на З от Ени махале и на И от Хасан Абас (177,5 m) |
| Ени махала | Γενή Μαχαλά | Нея Синикия | Νέα Συνοικία | възвишение на С от Ени махале (275,5 m)                      |
| Инакли     | Ίναυλή      | Акропотамия | Ακροποταμιά  | възвишение на СИ от Ени махале (296,9 m)                     |

Преброявания
- 2001 година – 121 души
- 2011 година – 51 души